# Prémio Nacional do Ambiente
O Prémio Nacional do Ambiente é um prémio que tem como principal objectivo realçar e promover as pessoas ou entidades que se destacaram na área ambiental em Portugal. Instituído pela Confederação Portuguesa das Associações de Defesa do Ambiente divide-se em dois prémios: o Prémio Fernando Pereira (desde 1999) e o Prémio Carreira (desde 2003). Este último expressa o reconhecimento do movimento ambientalista pelo trabalho em prol do ambiente.
O Prémio Fernando Pereira procura fazer justiça e prestar uma homenagem a Fernando Pereira, fotógrafo morto a bordo do Rainbow Warrior, o navio da Greenpeace que tentava impedir a realização de testes nucleares franceses no atol de Muroroa, no Pacífico.
O prémio tem um carácter simbólico e consiste numa peça em cristal da Atlantis.